# Communauté d’agglomération du Pays Rochefortais

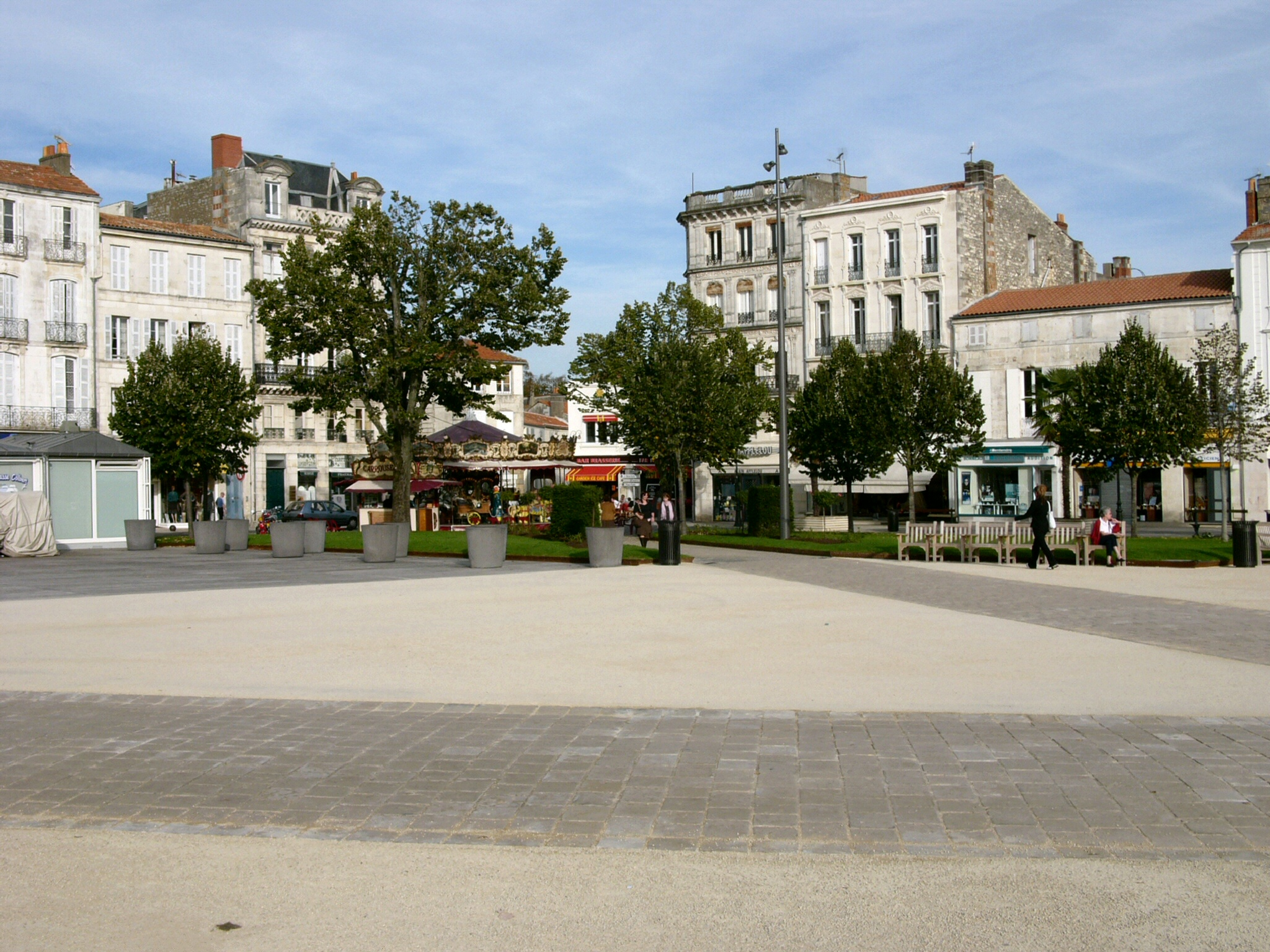
Place Colbert Rochefort Charente

Die Communauté d’agglomération du Pays Rochefortais ist ein ehemaliger französischer Gemeindeverband (Communauté d’agglomération) im Département Charente-Maritime und der Region Poitou-Charentes. Er wurde am 24. Dezember 1993 als Communauté de communes du Pays Rochefortais gegründet. Am 23. Dezember 1999 wurde die Communauté de communes mit Wirkung zum 1. Januar 2000 in eine Communauté d’agglomération umgewandelt.
Am 1. Januar 2014 ist der Gemeindeverband durch Fusion mit der Communauté de communes du Sud Charente in die Nachfolgeorganisation Communauté d’agglomération Rochefort Océan übergegangen. Die Gemeinde Yves wurde stattdessen Teil der Communauté d’agglomération de La Rochelle.

## Mitglieder
1. Île-d’Aix
2. Breuil-Magné
3. Cabariot (seit 2001)
4. Échillais
5. Fouras
6. Loire-les-Marais
7. Lussant
8. Moragne
9. Muron
10. Port-des-Barques
11. Rochefort
12. Saint-Agnant
13. Saint-Coutant-le-Grand
14. Saint-Hippolyte
15. Saint-Laurent-de-la-Prée
16. Tonnay-Charente
17. Vergeroux
18. Yves

## Quelle
- Le SPLAF - (Website zur Bevölkerung und Verwaltungsgrenzen in Frankreich (frz.))